# 小托马斯·S·盖茨
小托马斯·S·盖茨（英語：Thomas Sovereign Gates Jr.，1906年4月10日—1983年3月25日）是美國的一位军官和政治家，共和黨人，1953至1957年担任美國海軍副部長，1957至1959年任美国海军部长，1959年任美国国防部副部长，1959至1961年任美国国防部长，1976至1977年任美国驻北京联络处主任。